# Трудовой фронт США во Второй мировой войне

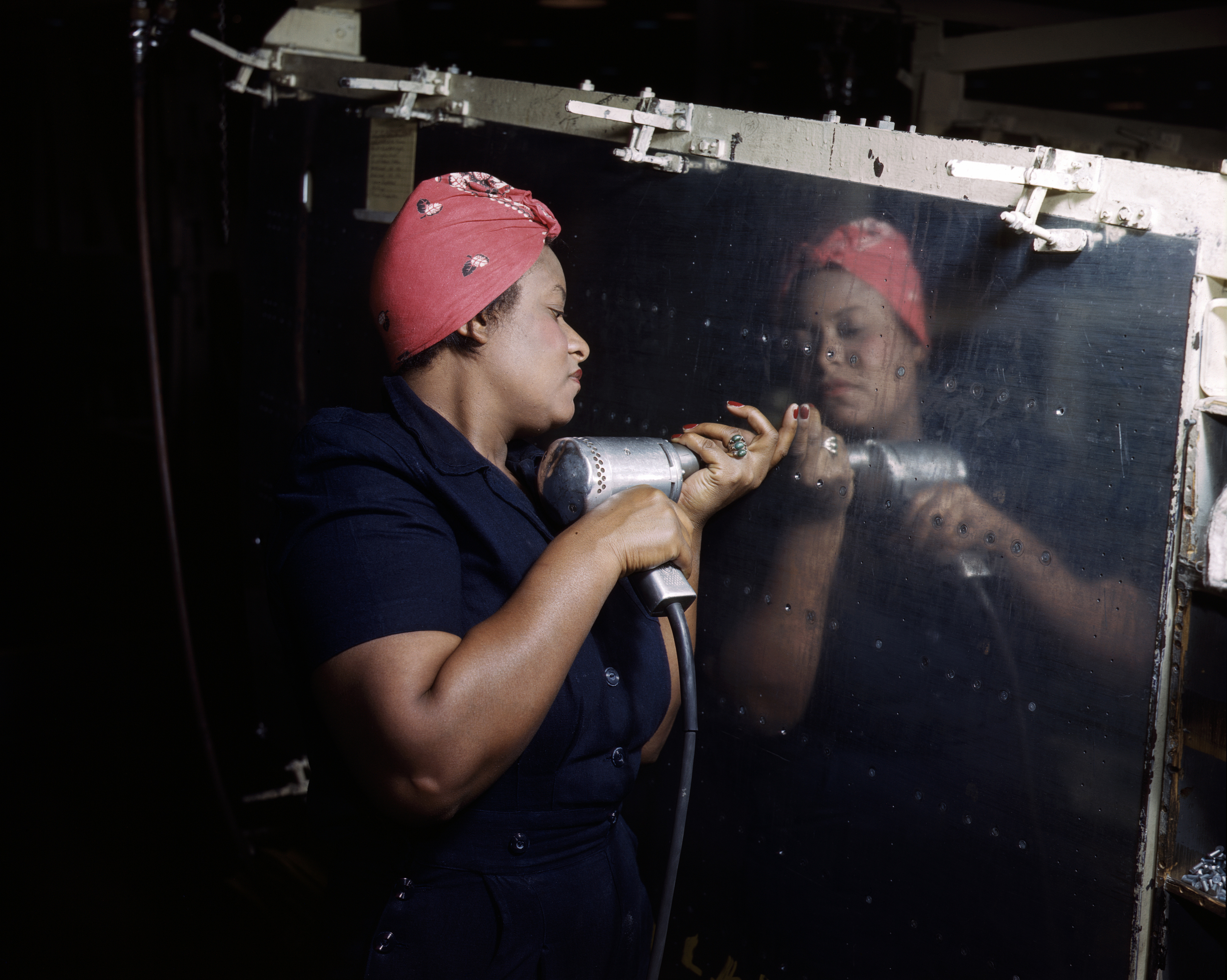
«Клепальщица Рози» работает на сборке бомбардировщика Vultee A-31 Vengeance. Теннесси, 1943 г.

Трудовой фронт США во Второй мировой войне представлял собой всю американскую экономику, которая в 1940-1945 гг. находилась вдалеке от театров военных действий и переживала период бурного развития.

## Экономика
Финансы, промышленная продукция, продовольствие, нефть, передовые технологии и (особенно в 1944-45 гг.) солдаты составляли главный вклад США в победу над фашистской Германией и милитаристской Японией. Благодаря военным заказам, экономика США во время Второй мировой войны вышла из Великой депрессии, её валовой внутренний продукт резко увеличился, и значительная часть продукции экспортировалась за океан. С безработицей было покончено, занятость приближалась к 100 %, миллионы рабочих рук, оставив малопродуктивные отрасли, занялись высокоэффективным трудом, технологии и менеджмент были улучшены, взамен мужчин, ушедших на фронт, в производство пришли их жены, пенсионеры и студенты. Выросла продолжительность рабочего дня и оплата труда, в то время как часы досуга сократились. Люди много работали в силу своего патриотизма, ввиду хорошей заработной платы, а также принимая во внимание то, что такое положение дел имеет временный характер, и по окончании войны все придет в норму. Большинство предметов роскоши стало недоступным, потребление мяса, бензина и одежды было сокращено, жилые кварталы в промышленных районах оказались перенаселены. Тратить деньги на потребление стало трудно, и значительная часть доходов откладывалась для накопления, что стимулировало послевоенный рост экономики и предотвратило возвращение экономической депрессии, когда военные заказы кончились.

### Рационирование
Чтобы обеспечить американцев (особенно бедных и нуждающихся) гарантированными минимумом самых необходимых товаров и предотвратить инфляцию, в 1942 г. в США было введено рационирование. Первым товаром, который подлежал рационированию, были автомобильные шины, ставшие дефицитным товаром в связи с расстройством международной торговли и поставок натурального каучука. Затем был введен контроль за потреблением бензина, а с 1943 г. только по специальным талонам продавался уже целый ряд товаров: пишущие машинки, сахар, велосипеды, обувь, горючие масла, шелк, нейлон, кофе, электрические плитки, мясо, сыр, масло, маргарин, консервы, сухофрукты, джемы и др. Производство новых гражданских автомобилей и запасных частей к ним было полностью прекращено.
Каждый гражданин должен был получать распределительные талоны в местных правительственных офисах на себя и всех членов семьи, включая детей. Использование талонов было ограничено во времени, просроченные талоны становились недействительными. Все виды автомобильных гонок и прогулочные поездки были запрещены.

### Налоги и государственный контроль производства
Налоговое бремя резко возросло. Президент Рузвельт пытался даже провести через Конгресс введение 100 % налога на доход свыше 25 тысяч долларов (в пересчете на современный курс это свыше 300 тысяч долларов в год), но Конгресс вместо этого повысил налоги на более низкие доходы. В результате за период с 1940 по 1944 гг. количество работающих американцев, обязанных уплачивать федеральные налоги, выросло с 10 % до почти 100 %.
Кроме того, были созданы специальные правительственные агентства, контролировавшие цены и уровень заработной платы. Корпорации подлежали федеральному контролю за производством и были обязаны менять его профиль по требованию правительственных чиновников, в особенности, представителей департаментов военного производства, армии и флота.

### Личные сбережения

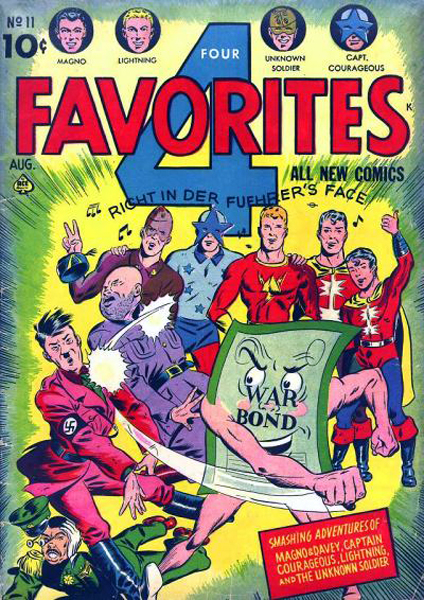
Обложка популярного американского журнала 1943 г. с карикатурой, на которой «Военная облигация» бьет Гитлера, Хирохито и Муссолини

Личные доходы американцев в денежном выражении оставались высокими, и чем больше было денег, тем меньше товаров на них можно было купить. Чтобы связать денежную массу, правительство выпустило высокодоходные военные облигации. Кроме того, были увеличены проценты по банковским вкладам и страховые выплаты. Большинство работников при расчетах автоматически получали часть заработной платы (не менее 10 %) в виде облигаций, а для детей были выпущены сберегательные марки, которые в определенном количестве также можно было обменять на облигацию. Распространением облигаций занимались даже кинозвезды Голливуда. Около 75 % государственного долга было таким образом размещено среди простых граждан США, которым вернули их деньги с процентами в течение нескольких лет после войны. Таким способом потребление в годы войны было сокращено за счет отложенного спроса, что обеспечило направление около 40 % валового внутреннего продукта на военные нужды, в то время как инфляция оставалась сравнительно умеренной.

### Трудовые ресурсы
Хронические проблемы с безработицей периода Великой депрессии с наступлением войны закончились. Военные заказы правительства позволили создать миллионы новых рабочих мест, в то время как массовый призыв создал на производстве нехватку рабочих рук.
Спрос на рабочую силу был настолько велик, что пошли работать миллионы американских пенсионеров, домохозяек и студентов. Нехватка продавцов в розничной торговле способствовала распространению магазинов    самообслуживания. До войны большинство магазинов предлагали услуги доставки товаров на дом, но нехватка рабочей силы, а также нормирование бензина и шин заставили большинство из них отказаться от этой практики.
Во время войны в промышленности США все больше стал использоваться труд чернокожих, многие из которых в связи с механизацией сельского хозяйства в поисках работы переселялись из сельской местности юга США в промышленные центры севера и запада США. Но многие «белые» рабочие не желали работать вместе с чернокожими; они считали, что чернокожие отнимают у них рабочие места. В результате в Детройте в 1943 году произошли погромы, приведшие к десяткам смертей; беспорядки на расовой почве в том же году имели место также в Нью-Йорке и в Лос-Анджелесе.

#### Женский труд
Чтобы возместить недостаток мужчин, их рабочие места заняло множество женщин. По словам президента Рузвельта, жертвы гражданских лиц, трудящихся в тылу, были не менее важны для победы, чем героизм солдат на фронте. Символом трудовой Америки времен Второй мировой войны стала клепальщица Рози, собирательный образ американских женщин. Их экономическое значение и вес в обществе соответственно значительно выросли. Хотя после войны многие трудящиеся женщины потеряли работу из-за закрытия военных производств и возвращения ветеранов к мирной жизни, значительная часть женщин осталась на производстве, и их дочери также брали пример со своих матерей. С тех пор женский труд наряду с мужским стал социальной нормой в США, хотя до войны большинство американских женщин ещё оставались домохозяйками.
В таблице ниже приведены статистические данные о занятости мужчин и женщин на производстве во время войны.
| Год  | Общие трудовые ресурсы (*1000) | из них мужчин (*1000) | из них женщин (*1000) | Доля женского труда (%) |
| ---- | ------------------------------ | --------------------- | --------------------- | ----------------------- |
| 1940 | 56 100                         | 41 940                | 14 160                | 25,2                    |
| 1941 | 57 720                         | 43 070                | 14 650                | 25,4                    |
| 1942 | 60 330                         | 44 200                | 16 120                | 26,7                    |
| 1943 | 64,780                         | 45 950                | 18 830                | 29,1                    |
| 1944 | 66,320                         | 46 930                | 19 390                | 29,2                    |
| 1945 | 66,210                         | 46 910                | 19 304                | 29,2                    |
| 1946 | 60,520                         | 43 690                | 16 840                | 27,8                    |

#### Сельское хозяйство
Хотя большинство фермеров было освобождено от призыва, в сельском хозяйстве также не хватало рабочих рук. Многие фермеры поступили в вооруженные силы в качестве добровольцев, другие бросили свои фермы и перебрались в города. В то же время спрос на продовольственные продукты возрос из-за нужд армии и флота США и их союзников, а также для поставок по ленд-лизу в регионы, пострадавшие от боевых действий. В 1942—1946 гг. для сельскохозяйственных работ привлекали военнопленных немцев и итальянцев в количестве 425 тысяч человек. Только в штате Мичиган они произвели в 1944 г. до трети продовольственной продукции.

#### Подростки
Хотя детский труд был запрещен в США ещё до войны, на производство привлекались и подростки. Соответственно вновь изменилось законодательство о детском труде. Многие подростки из патриотических чувств, желания поскорее стать взрослыми или из-за денег бросали школу и поступали на работу на оборонные предприятия. С 1940 по 1944 гг. количество рабочих в возрасте до 19 лет выросло на 1,9 миллиона человек, в то время как количество учащихся высшей школы упало с 6,6 до 5,6 миллиона человек.

### Профсоюзы

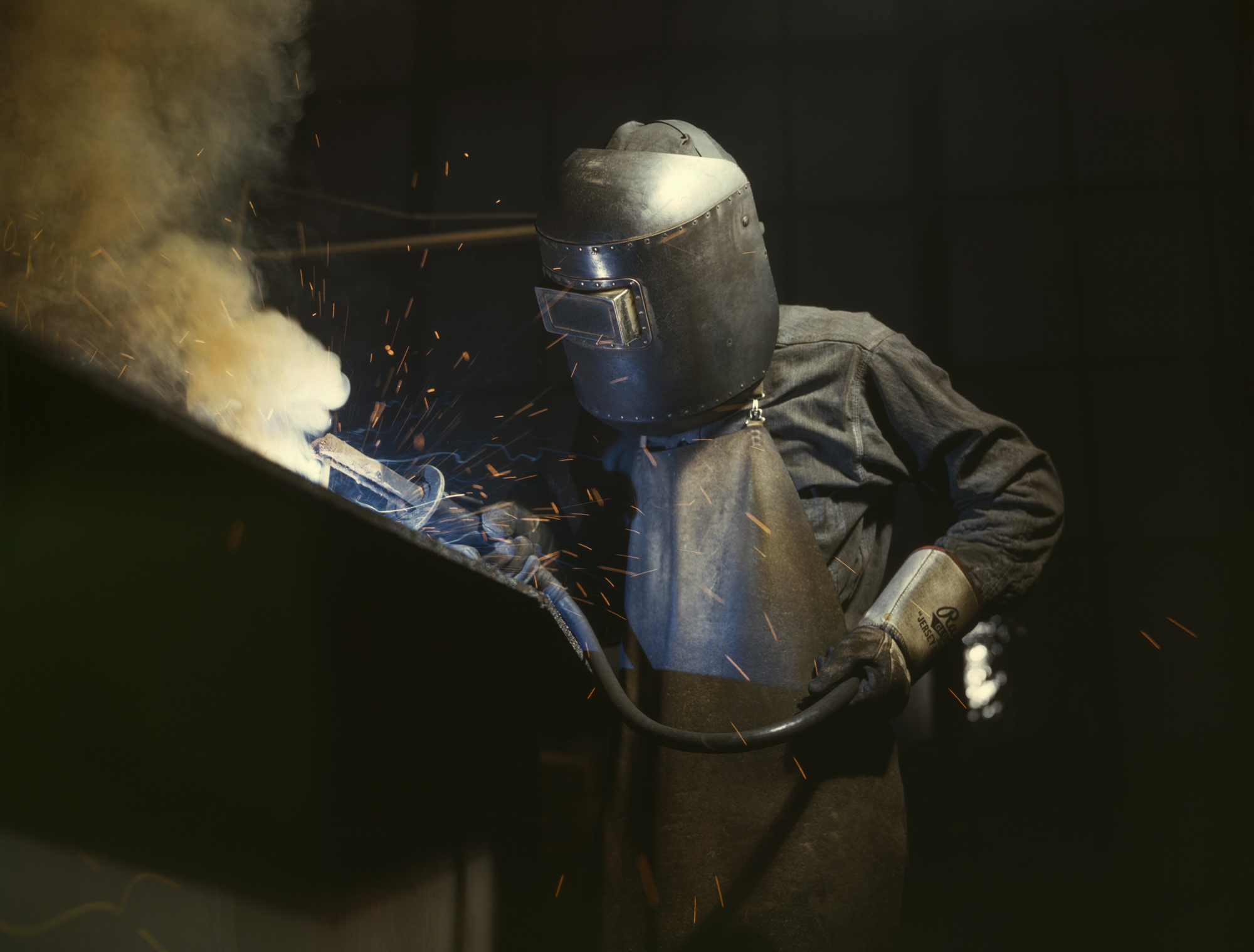
Сварщик на верфи, Combustion Engineering Co., Теннесси, 1942 г.

Война сильно повлияла на отношение профсоюзов как к предпринимателям, так и к федеральному правительству. Как Конгресс производственных профсоюзов США, так и Американская федерация труда в годы войны выросли. Почти все профсоюзы, входившие в Конгресс производственных профсоюзов США, поддерживали правительство Рузвельта и общенациональную борьбу с внешним врагом. Тем не менее, Объединенный профсоюз шахтеров, придерживавшийся позиций изоляционизма и выступавший против переизбрания Рузвельта в 1940 г., в 1942 г. покинул Конгресс. Забастовочное движение во время войны почти прекратилось, лишь шахтеры продолжали бастовать и не всегда безуспешно. Со своей стороны федеральное правительство взяло на себя обязательства отстаивать интересы рабочих, осуществляя контроль за уровнем заработной платы и прочими условиями трудовых контрактов. Поэтому в номинальном выражении заработная плата за первые годы войны выросла, хотя этот рост лишь частично покрывал уровень инфляции, и реальная заработная плата даже несколько уменьшилась.

## Оборонные мероприятия в тылу

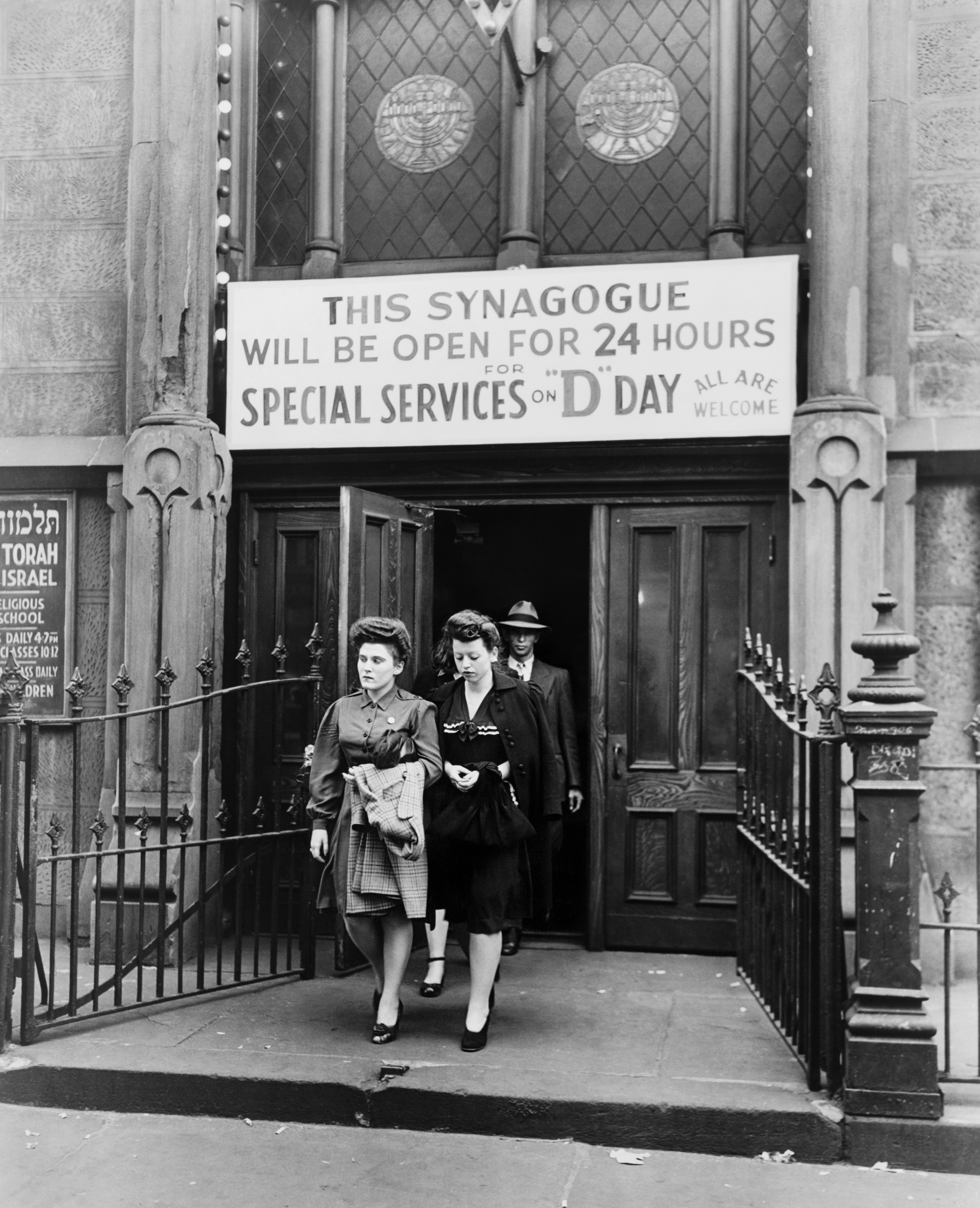
Синагога на Тридцать третьей улице в Нью-Йорке в день высадки американцев в Нормандии работала 24 часа для специальных служб и молитв.

### Гражданская оборона
Ввиду опасности, которую представляли собой немецкие субмарины и десантные корабли, на всех берегах США были организованы отряды гражданской обороны. В их обязанности, в частности, входил надзор за соблюдением режима светомаскировки в портовых городах и прочих прибрежных населенных пунктах.
В 1941 г. был организован Гражданский аэронавигационный патруль, вспомогательное полувоенное формирование, в котором служили волонтёры. В их обязанности входили помощь военно-воздушным силам, в том числе при авариях на территории страны, гуманитарная помощь в случае ураганов и других стихийных бедствий, преимущественно при поддержке операций Красного Креста, поддержка авиашкол и начальное обучение летного состава. На морских побережьях аналогичные функции выполняли вспомогательные подразделения гражданской береговой охраны, которые для своих операций использовали гражданские суда и команды. В населенных пунктах на побережье были построены специальные башни, на которых дежурили дозорные, обязанные оповещать о приближении вражеских самолетов и кораблей.
Для организации лечения и моральной поддержки раненых военнослужащих в 1941 г. совместными усилиями ряда религиозных и благотворительных организаций, в том числе YMCA и Армии спасения, были созданы Объединённые организации обслуживания.

### Призыв
Законы о воинском призыве начали принимать ещё в мирное время, в 1940 г. На местах при участии муниципальных лидеров были созданы призывные комиссии, которым доводили квоты, заполнявшиеся по их усмотрению. Протестов по этому поводу было мало. Если в 1940 г. в США был избыток безработного мужского населения, то к 1943 г. стал ощущаться серьёзный недостаток рабочих рук. Значительное количество солдат до высадки союзников в Нормандии в 1944 г. оставалось на военных базах и в лагерях, и армии были нужны не столько солдаты, сколько продовольствие и вооружения. Поэтому в 1940-43 гг. солдаты из резервных частей нередко привлекались к работе на гражданских объектах.
В таблице ниже показано соотношение трудовых ресурсов и численности вооруженных сил в годы войны.
| Год  | Общие трудовые ресурсы (*1000) | Численность вооруженных сил (*1000) | Безработные(*1000) | Уровень безработицы (%) |
| ---- | ------------------------------ | ----------------------------------- | ------------------ | ----------------------- |
| 1939 | 55 588                         | 370                                 | 9 480              | 17,2                    |
| 1940 | 56 180                         | 540                                 | 8 120              | 14,6                    |
| 1941 | 57 530                         | 1 620                               | 5 560              | 9,9                     |
| 1942 | 60 380                         | 3 970                               | 2 660              | 4,7                     |
| 1943 | 64 560                         | 9 020                               | 1 070              | 1,9                     |
| 1944 | 66 040                         | 11 410                              | 670                | 1,2                     |
| 1945 | 65 290                         | 11 430                              | 1 040              | 1,9                     |
| 1946 | 60,970                         | 3,450                               | 2,270              | 3.9                     |

Отцы семейств обычно по возможности освобождались от военной службы. Вооруженные силы были бы рады призвать 18-летних юношей, но общественное мнение было против призыва в столь юном возрасте. Цветное население подлежало призыву наравне с белым, но из него обычно формировали отдельные части по расовому признаку.

### Обвинения в нелояльности
ФБР следило за иностранцами и лицами, подозревавшимися в лояльности к государствам, враждебным по отношению к США. После налета на Пёрл-Харбор многие из них были арестованы. Около 7 тысяч иностранцев немецкого и итальянского происхождения, а также 100 тысяч этнических японцев было выслано с западного побережья. Некоторые граждане вражеских государств содержались в тюрьмах без суда до конца войны. Против граждан США, заподозренных в поддержке Германии, были проведены публичные судебные процессы, многие из них были оправданы и освобождены
.

## Общество

### Миграции населения
Во время войны наблюдалась значительная концентрация населения в индустриальных центрах, особенно на западном побережье. Миллионы жён военнослужащих последовали за своими мужьями в военные лагеря. Было основано много новых военных баз, особенно на американском Юге. Многие негры оставили работу на хлопковых полях и переселились в города. Городское население уплотнилось, в то время как жилищное строительство было приостановлено. Общественный транспорт был переполнен, так как использование личного транспорта было ограничено недостатком бензина. Билеты на пассажирские поезда стали труднодоступны, и в первую очередь их предоставляли военнослужащим в форме, поэтому переезды на большие расстояния были существенно затруднены или невозможны.

### Социальные меньшинства

#### Этнические японцы
В 1942 г. военный департамент потребовал выселения с западного побережья США всех представителей национальных меньшинств, принадлежащих к нациям, враждебным по отношению к США. Только в Калифорнии в то время жило 120 тысяч иммигрантов из Японии. Во время вторжения японских войск на Филиппины, в то время принадлежавшие США, проживавшие там этнические японцы помогали атакующим. Ранее японцы, проживавшие в Калифорнии, активно поддерживали японское вторжение в Китай. Контрразведка также располагала данными о наличии японской агентурной сети в Северной Америке и на Гавайях как до, так и после атаки на Пёрл-Харбор. Поэтому президент Рузвельт подписал приказ о выселении этнических японцев, в том числе рожденных в США и имевших двойное японское и американское гражданство.
В то же время в американской армии существовали целые подразделения, состоявшие из граждан США японского происхождения. О них Рузвельт говорил: «Ни один лояльный гражданин Соединенных Штатов не должен быть лишен демократического права нести ответственность, вытекающую из его гражданства, независимо от его происхождения. Принцип, на котором была основана эта страна и при помощи которого она всегда управлялась, состоит в том, чтобы быть американцами и умом, и сердцем; американцы никогда не были и не являются определенной расой или племенем.» Интернированные японцы были освобождены лишь в конце войны.

#### Этнические итальянцы
Граждане Италии в количестве около 58 тысяч также были выселены из Калифорнии, но не заключены в концентрационные лагеря, как японцы, а переезжали собственными силами и за свой счет. В тюрьмы были заключены лишь те из них, кто активно выступал в поддержку Муссолини. Репрессии против итальянцев были прекращены в 1942 г., а в 1943 г. после вторжения союзных войск Италия и сама стала союзником США. Американцы итальянского происхождения, проживавшие на востоке страны, в том числе в промышленных центрах, производивших вооружения, репрессиям не подвергались и оставались лояльными к США.

#### Американские негры
Миграция негров в города породила напряжённость из-за трудностей с жильем и работой. В некоторых городах (Детройт, 1943 г., Лос-Анджелес, 1943 г.) случались стихийные столкновения на расовой или национальной почве, но в целом ситуация оставалась под контролем местных и федеральных властей.
Под давлением активистов-негров в 1941 г. президент Рузвельт издал указ о создании специального правительственного комитета, наблюдающего за равенством прав граждан на работу независимо от расы и вероисповедания. Ещё один такой указ был издан в 1943 г. Он запрещал дискриминацию при распределении и выполнении правительственных контрактов. После войны, когда правительственные заказы кончились, указ Рузвельта, тем не менее, помог распространению практики ограничения расовой дискриминации в частном секторе экономики, но только на Севере, в то время как американский Юг продолжал жить по законам Джима Кроу.
Во время войны в негритянских общинах распространилось движение «Double V». Буквой V обозначали победу (victory), и для негров борьба за победу имела два смысла: за победу над фашизмом и за победу над расовой дискриминацией. Вокруг этого лозунга газеты, издаваемые общинами цветных американцев, формировали их мораль и направляли общественную активность.
До войны большинство негритянских женщин либо работало на хлопковых полях, либо оставалось домохозяйками. Во время войны многие из них переселились в города, устроились на низкооплачиваемую работу и требовали для себя равных возможностей с прочими американскими гражданами.

### Положение женщин

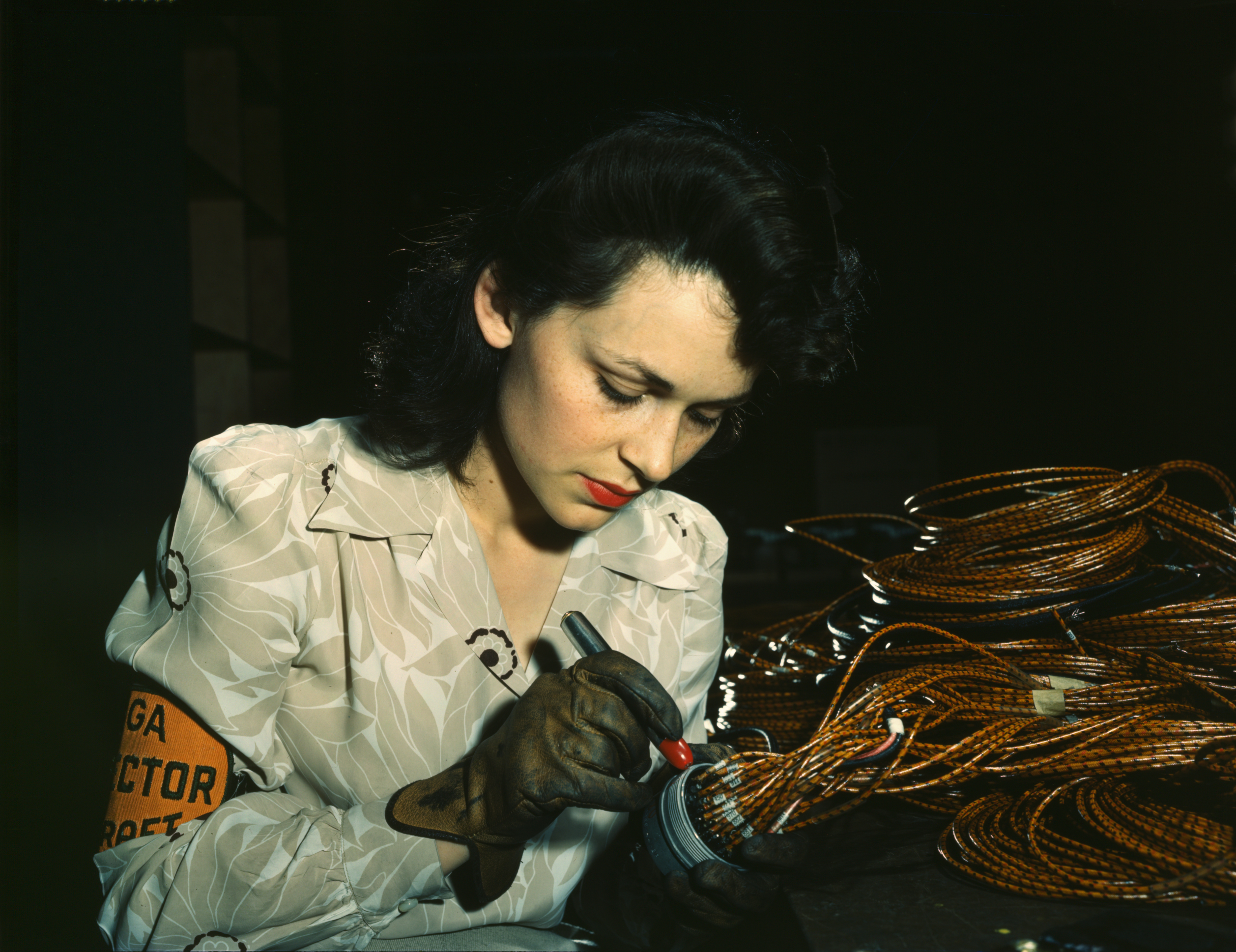
Работница наземных служб аэродрома проверяет состояние проводки самолета. Калифорния, 1942 г.

Некоторые авторы считают, что во время войны произошло расширение традиционного понимания социальной роли женщин в американском обществе. Если прежде предназначением женщины в основном считалась забота о доме и семье, то в годы войны и послевоенное время в него были включены и заботы о защите нации на «домашнем» или трудовом фронте. Одновременно предназначение мужчин стало пониматься не только как работа или служба вне дома, но и служба за границами США.
Женщины работали на вновь созданных оборонных предприятиях и на рабочих местах, освободившихся после призыва мужчин на фронт, в том числе на автомобильных заводах, во время войны перепрофилированных на производство военной техники. Они заполнили множество рабочих мест, как считавшихся традиционно мужскими, таких как продавец обуви или банковский клерк, так и традиционно женскими, например, официанток и медсестер. Миллионы женщин сотрудничали с организацией Красного Креста и Объединёнными организациями обслуживания. Около миллиона женщин служили «девушками правительства» в Вашингтоне на вновь созданных должностях или на должностях, которые ранее занимали мужчины. Хотя новым работницам часто не хватало опыта, они хотели получать заработную плату наравне с мужчинами и добиваться уважения в коллективе. Производство пришлось переориентировать на работников низкой квалификации, что сделало такие рабочие места доступными и для безработных мужчин, также не имевших высокой квалификации. Даже в Центре национальной безопасности Y-12 отмечали, что при обогащении урана-235 для Манхэттенского проекта женщины-операторы нередко выполняли свою работу лучше ученых, которые брались за неё первыми.
Нередко женщины поступали добровольцами на военную службу, например, в Женскую службу пилотов Военно-воздушных сил США. В основном они пилотировали новые самолеты с предприятий на военные аэродромы восточного побережья.

### Бэби-бум

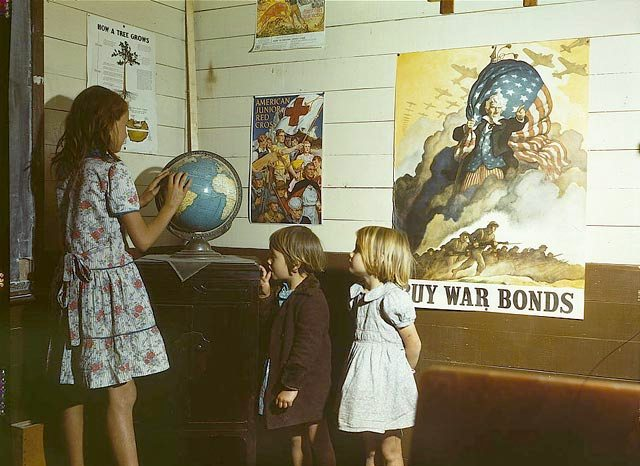
Дети в сельской школе округа Сан-Огастин (Техас) напротив плакатов военного времени, 1943 г.

С окончанием Великой депрессии пары, которые были вынуждены отложить вступление в брак из-за экономических трудностей, поженились и завели детей. Рождаемость в США с 1941 г. начала быстро расти, временно замедлившись лишь в 1944-45 гг., когда миллионы мужчин были отправлены воевать за океан. Так начинался американский демографический взрыв 1940-50 годов. Правительство организовало бесплатное медицинское обслуживание для беременных и рожениц-жен военнослужащих в ранге ниже сержанта. Вследствие трудностей с жильем, многие из них были вынуждены жить с родителями. Разводы с отсутствующими военнослужащими были затруднены, что породило пик «отложенных» разводов в 1946 г. Однако в долгосрочной перспективе количество разводов изменилось мало..

### Культура и пропаганда

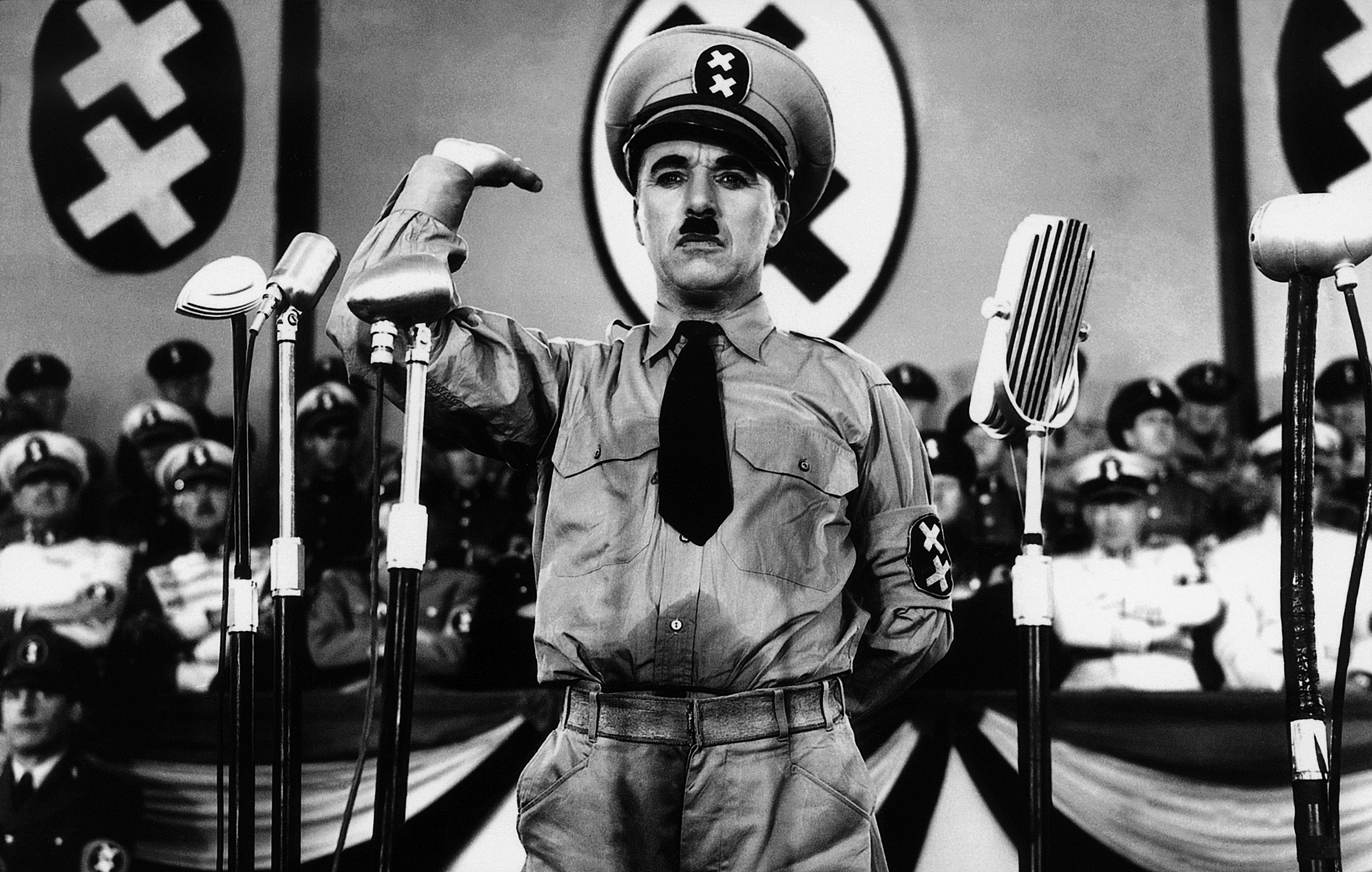
Чаплин в кинофильме «Великий диктатор», 1940 г.

В годы войны в США была введена цензура. В частности, необходимо было получать разрешение правительственных чиновников на выпуск любой кинопродукции. Как правительственные агентства, так и частные организации выпускали множество патриотических плакатов, которые в то время были самым доступным и недорогим видом пропаганды. Обширные коллекции плакатов военного времени до сих пор хранятся в таких учреждениях, как Национальное управление архивов и документации, Северо-западный университет, Миннесотский университет, и доступны в режиме онлайн.
Поскольку продуктов питания стало не хватать, в парках и скверах, на участках возле частных домов и даже на балконах и подоконниках, как и во времена Первой мировой войны, появились «сады победы», посадки садовых и огородных культур. Многие товары и материалы в годы войны стали дефицитными, поэтому распространилась практика реутилизации резины, черных и цветных металлов, бумаги, древесины и многих других материалов, а известный джазмен Фэтс Уоллер даже записал об этом популярную песню «Get some cash for your trash» («Немножко заработай на отходах»). Звезды американского кино и популярные радиоведущие также участвовали в пропагандистских кампаниях по сбору средств для военных нужд. Голливуд выпускал патриотические кинофильмы с участием таких знаменитостей как Кларк Гейбл и Джеймс Стюарт. В эти годы были созданы знаменитые шедевры: «Касабланка», «Миссис Минивер», «Идти своим путём», «Янки Дудл Денди». Ещё до начала войны знаменитые комики того времени «The Three Stooges» высмеивали нацистов и их лидеров в короткометражных фильмах, первым и лучшим из которых считается «You Nazty Spy!» («Ты, нацистский шпион!», 1940 г.). В том же 1940 г. был выпущен знаменитый фильм Чаплина «Великий диктатор».

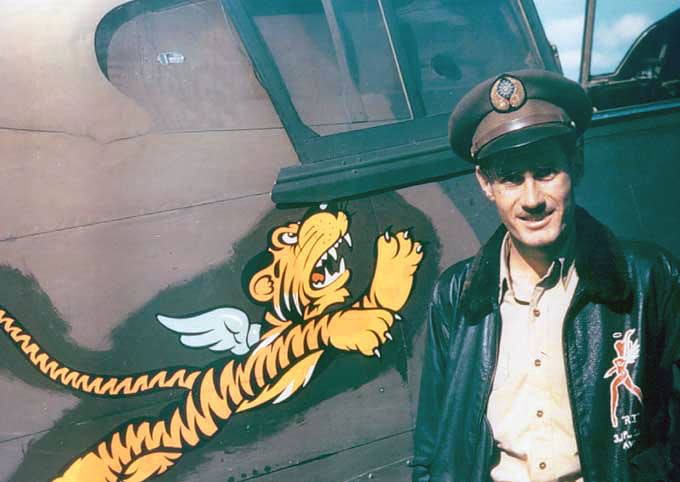
Знак подразделения «Летающие тигры» на борту истребителя Curtiss P-40. На переднем плане пилот Роберт Смит.

Беспрецедентный вклад в патриотическую пропаганду военного времени внесли студии, выпускающие популярные мультфильмы, Warner Bros., Metro-Goldwyn-Mayer и Walt Disney Pictures. Среди их наиболее известных работ военных лет — Русская рапсодия, Der Fuehrer’s Face и The Yankee Doodle Mouse. Необыкновенно популярна была песенка трех поросят «Who’s Afraid of the Big Bad Wolf?» («Кто боится большого плохого волка»); волка из этого мультфильма нередко изображали со свастикой. Микки Маус, Дональд Дак и Гуфи надели форменные головные уборы американской армии и флота. Персонажи мультфильмов Уолта Диснея и серии Looney Tunes были также использованы для обозначения некоторых танков, самолетов и целых воинских подразделений, например, группы американских добровольцев, из которых была сформирована авиационная эскадрилья «Летающие тигры», участвовавшая в боях против японских войск в Китае. Багз Банни, Даффи Дак, Кот Сильвестр также использовались для обозначения ряда авиационных подразделений.